# Вільям Паркс (яхтсмен)
Вільям Паркс (англ. William Parks, 1921 — 2008) — американський яхтсмен.
Бронзовий призер Олімпійських Ігор 1960 року в класі Зоряний.